# John Collier (sociólogo)
John Collier (4 de mayo de 1884–8 de mayo de 1968) fue un escritor, etnólogo y sociólogo estadounidense. Fue también un reformador social y defensor de los pueblos indígenas de Estados Unidos. Él trabajó como comisionario del Bureau of Indian Affairs durante la administración del presidente de Estados Unidos Franklin D. Roosevelt, de 1933 a 1945. Fue responsable del Indian New Deal, especialmente del Acta de Reorganización India de 1934, con el objetivo de revertir la política imperante de asimilación cultural de los nativo americanos. Collier jugó un papel clave para finalizar la pérdida de reservas propiedad de los indio pueblos nativos, además de permitir a varias naciones tribales restablecer el autogobierno y preservar su tradición cultural.

## Primeros años
John Collier nació en 1884 en Atlanta, Georgia, donde su padre era un reconocido banquero, hombre de negocios, líder civil y ocupó el puesto de alcalde de Atlanta entre 1897 y 1899. La vida familiar de Collier fue trágica: su madre murió de neumonía, mientras que su padre murió antes de que Collier cumpliera los 16 años.
Collier se formó en la Universidad de Columbia, además de estudiar en el Collège de France, en Parii. En Columbia, Collier comenzó a desarrollar su filosofía social que posteriormente lo llevaría a su trabajo con los pueblos indígenas de Estados Unidos. Collier estaba preocupado por los efectos adversos de la Era Industrial en la humanidad. Él pensaba que la sociedad se había vuelto muy individualista y argumentaba que la cultura americana requería restablecer un sentido comunitario y de responsabilidad. De 1907 a 1919, Collier trabajó como secretario del Instituto del Pueblo, donde desarrolló programas para los vecinos inmigrantes, enfatizando el orgullo en sus tradiciones, patrocinando lecciones, y promoviendo la preocupación política.
En 1908, Collier hizo su primera contribución en una revista nacional, describiendo el gobierno socialista municipal de Milwaukee, Wisconsin, publicado en Harper's Weekly. Collier se mudó a California en octubre de 1919.

## Defensor de los pueblos indios (1920-1933)
En 1920, el artista Mabel Dodge introdujo a John Collier con las tribus Pueblo, en el Pueblo Taos en Taos, Nuevo México. En ese año, Collier se dedicó a estudiar la historia y vida cotidiana de este grupo. Collier dejó Taos en 1921, con la idea de que los pueblos nativos americanos y su cultura se encontraban amenazados por la expansión de la cultura blanca y la políticas dirigidas a asimilarlos.
Collier rechazaba la política de asimilación forzada que se impulsaba en estos años en Estados Unidos, bajo la idea del melting pot. Parte de su activismo se dirigió a que se aceptara el pluralismo cultural para que las tribus americanas pudieran preservar su cultura. Para Collier, un elemento clave para la supervivencia de los pueblos indígenas de Estados Unidos era el control y retención de sus territorios.
Collier llevó a cabo trabajo de cabildeo para revocar la Ley Dawes o ley de Asignación India de 1887. Esta ley buscaba la asimilación de los pueblos indígenas a través de la asignación de tierras de una reserva india en parcelas de propiedad privada. Aunque se mantuvieron algunas tierras comunales, el gobierno de Estados Unidos declaró que otras tierras excedían las necesidad es de los pueblos indios, por lo que las vendió de manera privada, reduciendo las propiedades de las reservas.
A Collier le molestaban los programas de asimilación impuestos por la Oficina Federal de Asuntos Indios (Federal Office of Indian Affairs), que era el nombre del Bureau of Indian Affairs antes de 1947. Estas políticas suprimían elementos claves de las culturas indias, muchos de ellos con profundo arraigo religioso. En ese tiempo, el Bureau era  apoyado por organizaciones protestantes  que denunciaban las danzas indígenas como inmorales y paganas. Collier creó la  Asociación de Americana de Defensa del Indio en 1923, con el objetivo de reducir la influencia de estos grupos en la legislación y realizar cabildeo para la protección de sus derechos. Aunque fracasó en su intento de asegurar una legislación positiva que garantizara la libertad religiosa de los pueblos indios, sus esfuerzos hicieron que el Bureau cambiara su programa de asimilación cultural y que terminara con la persecución religiosa.
En 1922, Collier se perfiló como un reformador de las políticas federales de las poblaciones indígenas de Estados Unidos. Durante una década, Collier se dedicó a atacar cualquier legislación que considerara perjudicial para el bienestar de las tribus indígenas, sirviendo como secretario ejecutivo de la American Indian Defense Association hasta 1933.

## Comisionado de Asuntos Indígenas
En 1933, el presidente Franklin D. Roosevelt nombró a Collier como Comisionado de Asuntos Indígenas en 1933, tras tomar el consejo de Harold L. Ickes, quien anteriormente había sido hostil con él. Collier dirigió la agencia hasta 1945.
Collier también creó la División India del Cuerpo Civil de Conservación (CCC). El CCC proporcionó empleos a nativos americanos para el control de la erosión del suelo, la reforestación, y otros proyectos de obras públicas y construyó infraestructura como carreteras y escuelas en reservas.
Para Collier la educación era una alta prioridad. Se enfocó en acabor con los internados y transformarlos en escuelas diurnas comunitarias y en escuelas públicas. Collier quería que las escuelas enfatizaran la importancia de preservar la cultura india. Hizo hincapié en la necesidad de desarrollar una formación profesional que conduzca a buenos empleos.
Collier introdujo lo que se conoció como el New Deal Indio con la aprobación del Congreso de la Ley de reorganización india de 1934. Fue una de las leyes más influyentes y duraderas relacionadas con la política federal india. También conocida como la Ley Wheeler-Howard, esta legislación revirtió cincuenta años de políticas de asimilación al enfatizar la autodeterminación india y el retorno de las tierras comunales indias, lo que contrastaba directamente con los objetivos de la Ley de asignación general india de 1887.
Collier también fue responsable de aprobar la Ley Johnson-O'Malley en 1934, que permitió al Secretario del Interior firmar contratos con los gobiernos estatales para subsidiar la educación pública, la atención médica y otros servicios para los indios que no vivían en reservas. La ley fue efectiva solo en Minnesota.
La Segunda Guerra Mundial aceleró la integración de los indios en la fuerza laboral militar y urbana. El Departamento de Guerra en 1940 rechazó la sugerencia de Collier de unidades segregadas de toda la India. Los indios fueron reclutados en unidades regulares, donde fueron tratados en igualdad de condiciones con los blancos.

## Críticas a Collier
La decisión de Collier de imponer el programa de reducción de ganado navajo resultó en que los navajos perdieran la mitad de su ganado. La Asociación de Derechos Indios denunció a Collier como un "dictador" y lo acusó de un "reinado cercano al terror" en la reserva de Navajo. La Federación de Indios Americanos luchó para destituir a Collier de su cargo de 1934 a 1940.
En un discurso de 1938 al Consejo de Tratados Indios de Black Hills, la periodista seneca Alice Lee Jemison dijo: "La Ley Wheeler-Howard proporciona solo una forma de gobierno para los indios y es la forma de vida comunitaria o cooperativa. John Collier dijo que iba a dar el autogobierno indio. Si él nos diera el autogobierno, nos dejaría establecer una forma de gobierno con la que quisiéramos vivir. Nos daría el derecho de continuar viviendo bajo nuestras viejas costumbres tribales si nosotros quisiéramos." Según el historiador Brian Dippie, "(Collier) se convirtió en un objeto de 'odio ardiente' entre las mismas personas cuyos problemas le preocupaban tanto".